# Friedrichstraße (Berlin)
Friedrichstraße (pol. ulica Fryderyka) – jedna z bardziej znanych ulic w centrum Berlina, w dzielnicach Mitte (okręg administracyjny Mitte) oraz Kreuzberg (okręg administracyjny Friedrichshain-Kreuzberg). Nazwana na cześć Fryderyka III Brandenburskiego, znanego później jako król Prus Fryderyk I. Wytyczona została w XVII wieku, liczy 3,3 km.
Przy ulicy znajduje się teatr Friedrichstadt-Palast, stacja kolejowa Berlin Friedrichstraße.
Na budynku przy numerze 62, przy skrzyżowaniu z Kronenstraße znajduje się tablica poświęcona Gustavowi von Lensky’emu, który w tym miejscu walczył i poległ podczas walk ulicznych rewolucji marcowej 1848.
Na budynku przy numerze 114, przy skrzyżowaniu z Linienstraße znajduje się tablica poświęcona Alfonsowi von Bojanowsky’emu, który w tym miejscu walczył i został śmiertelnie ranny podczas walk ulicznych rewolucji marcowej 1848.
Odcinek pomiędzy Französische Straße a Leipziger Straße jest wyłączony z ruchu samochodowego.
Z powodu wzrostu liczby zachorowań związanego z pandemią COVID-19 24 października 2020 roku na Friedrichstraße i niektórych innych berlińskich ulicach handlowych wprowadzono dla pieszych wymóg ochrony twarzy.

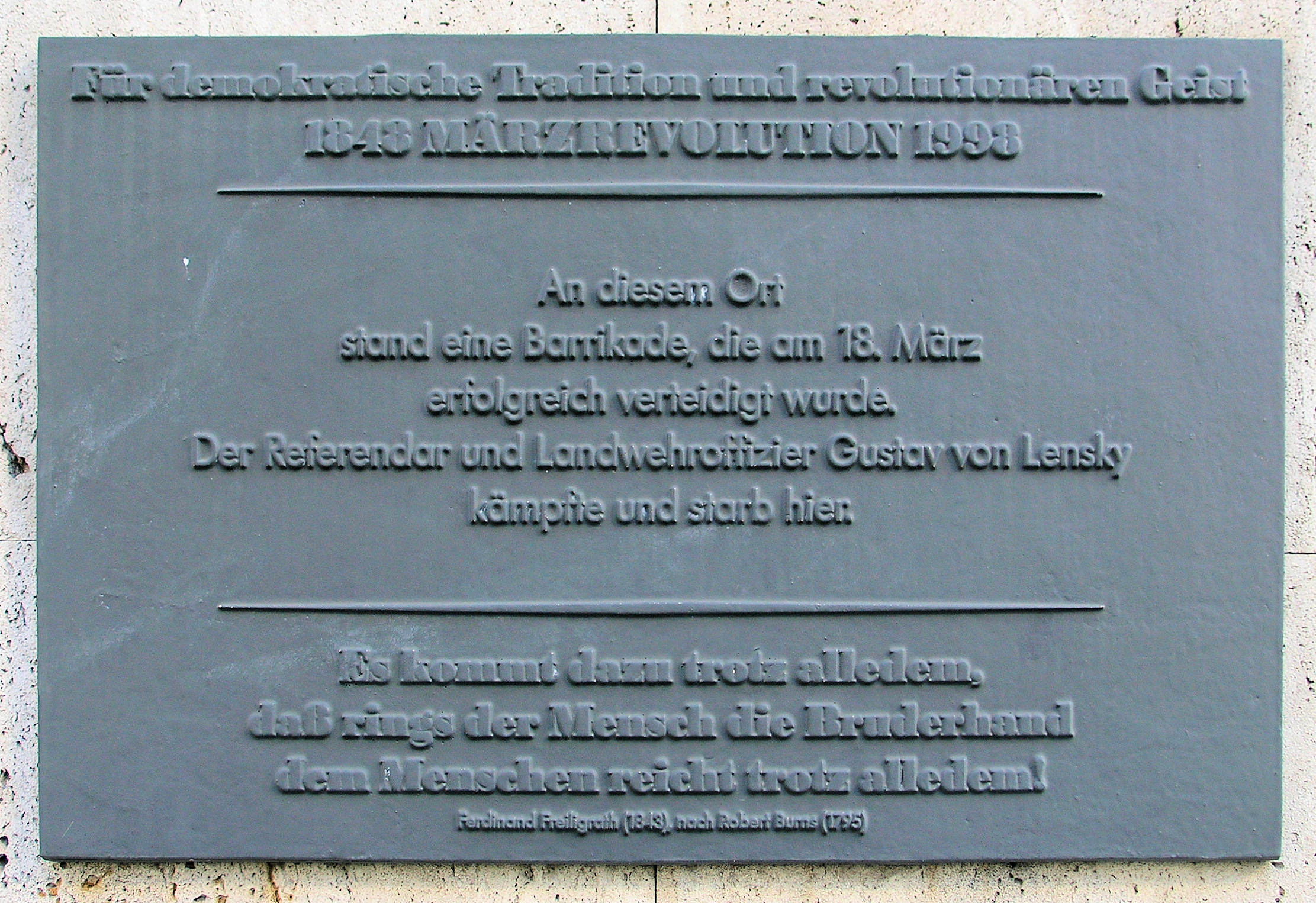
Tablica upamiętniająca Gustawa Leńskiego
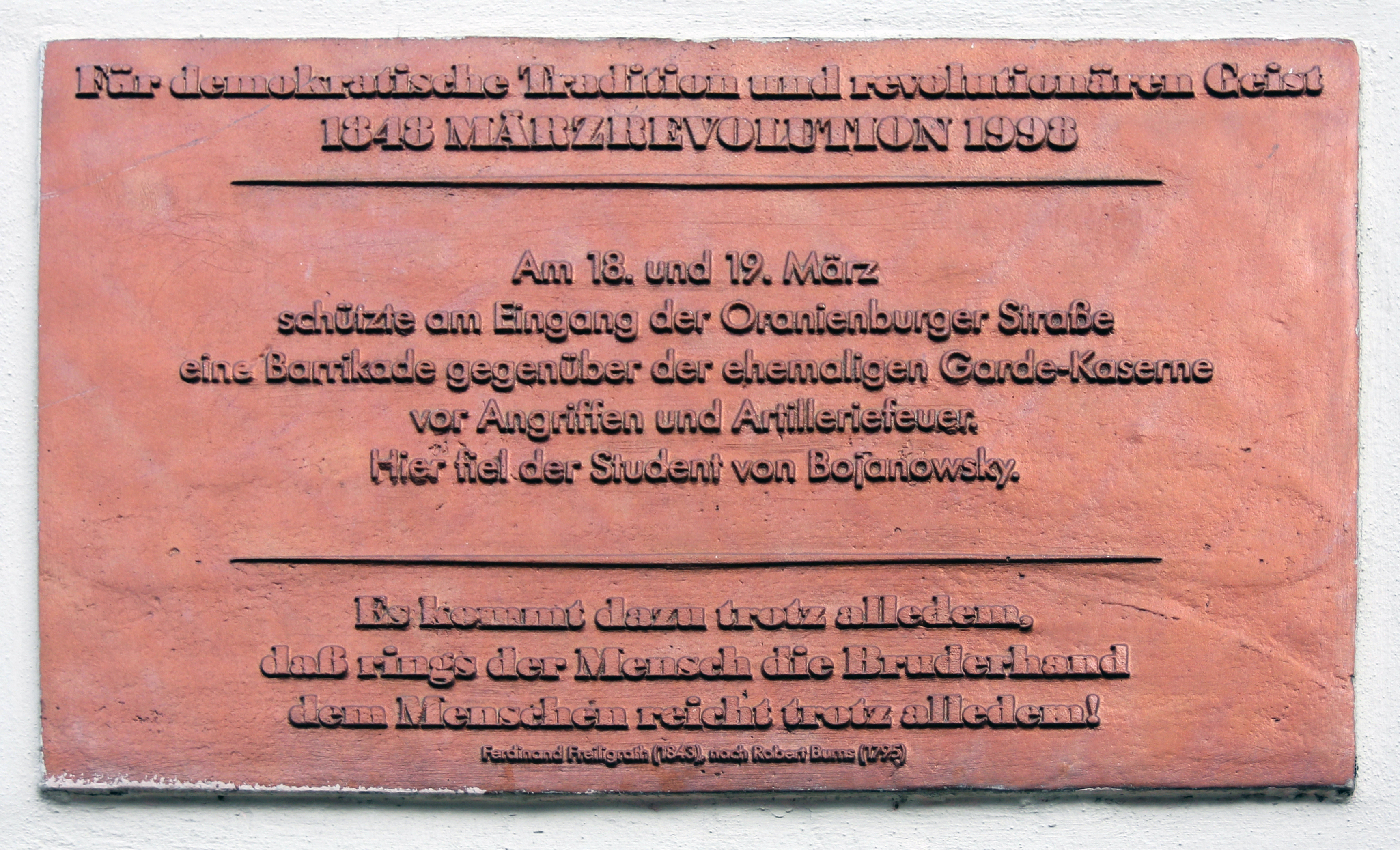
Tablica upamiętniająca Bojanowskiego